# Nocturnal (The Black Dahlia Murder)
Nocturnal è il terzo album in studio del gruppo di Detroit The Black Dahlia Murder.

## L'album
Nocturnal fu pubblicato dalla Metal Blade il 18 settembre 2007. Nocturnal è il primo album col nuovo bassista Bart Williams, che sostituì Dave Lock, e il batterista Shannon Lucas, che sostituì il precedente batterista del tour Pierre Langois. Il nome della seconda traccia, What a Horrible Night to Have a Curse, è preso dal nome del primo album della band, che è tratto da Castlevania II: Simon's Quest. Questa canzone è anche inclusa nella colonna sonora del videogioco Saints Row 2. La canzone Virally Yours narra d'un uomo che va a lavorare in un ospedale semplicemente per stare in mezzo ai morti. Kristian Wåhlin fece la cover art dell'album. La fine della canzone Nocturnal contiene un clip audio dal film The Monster Squad. La canzone Deathmask Divine sembra ispirata dalla storia di Carl von Cosel.

## Tracce
1. Everything Went Black – 3:17
2. What a Horrible Night to Have a Curse – 3:50
3. Virally Yours – 3:02
4. I Worship Only What You Bleed – 1:59
5. Nocturnal – 3:12
6. Deathmask Divine – 3:37
7. Of Darkness Spawned – 3:22
8. Climactic Degradation – 2:39
9. To a Breathless Oblivion – 4:57
10. Warborn – 4:40